# Metrodor (metge segle I aC)
Metrodor (grec antic: Μητρόδωρος, llatí: Metrodorus) va ser un metge grec només conegut gràcies a Plini el Vell, qui diu que era autor d'un tractat de plantes medicinals sota el títol Ἐπιτομὴ τῶν ριζοτομουμένων. Hom el suposa contemporani de Cratevas, al segle i aC.